# I 100 migliori album di debutto secondo Rolling Stone
La lista dei 100 migliori album di debutto secondo Rolling Stone è un elenco compilato della rivista statunitense di musica, politica e società Rolling Stone.
L'articolo è stato pubblicato il 22 marzo 2013.

## Prime posizioni
1. Licensed to Ill (Beastie Boys) – 1986
2. Ramones (Ramones) – 1976
3. Are You Experienced (The Jimi Hendrix Experience) – 1967
4. Appetite for Destruction (Guns N' Roses) – 1987
5. The Velvet Underground & Nico (The Velvet Underground) – 1967
6. Straight Outta Compton (N.W.A) – 1988
7. Never Mind the Bollocks, Here's the Sex Pistols (Sex Pistols) – 1977
8. Is This It (The Strokes) – 2001
9. Music from Big Pink (The Band) – 1968
10. Horses (Patti Smith) – 1975
11. Illmatic (Nas) – 1994
12. The Clash (The Clash) – 1977
13. Pretenders (The Pretenders) – 1980
14. Reasonable Doubt (Jay-Z) – 1996
15. Funeral (Arcade Fire) – 2004
16. The Cars (The Cars) – 1978
17. Please Please Me (The Beatles) – 1963
18. Murmur (R.E.M.) – 1983
19. The College Dropout (Kanye West) – 2004
20. Unknown Pleasures (Joy Division) – 1979